# Kickboxer 2: Înfruntarea
Kickboxer 2: Înfruntarea (în engleză Kickboxer 2, cunoscut și ca Kickboxer 2: The Road Back) este un film de acțiune cu arte marțiale din 1991 regizat de Albert Pyun. Este al doilea film din seria de filme Kickboxer și primul în care apare actorul Sasha Mitchell în rolul lui David Sloane, fratele personajului principal din primul film Kickboxer, Kurt, care a fost interpretat de Jean-Claude Van Damme.

## Distribuție
- Sasha Mitchell - David Sloane
- Peter Boyle - Justin Maciah
- Dennis Chan - Xian Chow, David's Muay Thai Kru
- Cary-Hiroyuki Tagawa - Sanga
- John Diehl - Jack
- Michel Qissi - Tong "The Tiger" Po
- Heather McComb - Jo
- Vince Murdocco - Brian Wagner
- Vincent Klyn - Thai Thug
- Gene LeBell - Referee
- Don Familton - Brian's Cornerman
- Matthias Hues - Neil Vargas
- Humberto Ortiz - Joey
- Emmanuel Kervyn - Kurt Sloane
- Casey Stengel - Eric Sloane
- Joe Restivo - Ring Announcer
- Brian Austin Green - Tommy
- Brent Kelly - Carl
- Amy Arthur - Kristen Wagner
- Annie O'Donnell - Mrs. Wagner
- Robert Gottlieb - Lou Lescano
- Debrae Barensfeld - Maciah's Girlfriend
- Ed Anders - Brian's Opponent